# Хеттология
Хеттология — востоковедная наука, исследующая языки, мифологию, историю, законодательство и культуру хеттов и Хеттского царства.

## Возникновение
Возникла в начале XX века, и к середине века оформилась в самостоятельную дисциплину.
Сформировались американская, турецкая и другие национальные школы хеттологии.

## В России
Для отечественных хеттологов (И. М. Дьяконов, Э. А. Менабде и др.) характерно глубокое изучение социально-экономических основ Хеттского царства.
Сравнительным изучением хетто-лувийских (анатолийских) языков занимались В. В. Иванов, В. В. Шеворошкин, Г. М. Келлерман и др., хатти (протохеттского) языка и языка лувийских (хеттских) иероглифов — И. М. Дунаевская.

## Центры
Основные центры хеттологии: Москва, Петербург, Берлин, Висбаден, Мюнхен, Анкара, Чикаго.